# Paweł Papke
Paweł Papke (ur. 13 lutego 1977 w Starogardzie Gdańskim) – polski siatkarz, wielokrotny reprezentant Polski w piłce siatkowej mężczyzn, poseł na Sejm VII, VIII, IX i X kadencji (od 2011), prezes Polskiego Związku Piłki Siatkowej (2015–2016).

## Życiorys
Profesjonalną karierę sportową rozpoczął w Międzyszkolnym Klubie Sportowym przy MDK w Warszawie pod kierunkiem trenerów Krzysztofa Zimnickiego i Wojciecha Góry. W 1996 trener Ireneusz Mazur powołał go do kadry na mistrzostwa Europy juniorów w Izraelu. W tym samym roku podpisał kontrakt z pierwszoligowym Mostostalem Kędzierzyn-Koźle, wraz z którym zdobył pięć tytułów mistrzowskich, dwukrotnie wywalczył wicemistrzostwo kraju i trzykrotnie zdobył Puchar Polski. W tym okresie ponadto wywalczył w 2000 trzecie miejsce w Pucharze Konfederacji, grał w Final Four w Opolu, a w 2003 w Mediolanie zdobył brązowy medal w Lidze Mistrzów. Po siedmiu latach gry przeniósł się do PZU AZS Olsztyn, w barwach którego wywalczył kolejne cztery medale mistrzostw krajowych (dwa srebrne i dwa brązowe). Tam też podjął studia licencjackie z zakresu stosunków międzynarodowych na Wydziale Humanistycznym Uniwersytetu Warmińsko-Mazurskiego (które ukończył w 2007). W 2007 podpisał trzyletni kontrakt z ASSECO Resovią Rzeszów. W jej barwach zdobył kolejny medal Mistrzostw Polski. W kadrze rozegrał 149 meczów (w latach 1996–2003), w tym 59 w Lidze Światowej (w latach 1998–2002).
W 2010 zakończył swoją karierę sportową. Zamieszkał w Olsztynie, gdzie we wrześniu 2010 założył szkółkę siatkarską dla młodzików pod nazwą Papke-Volley. W październiku tego samego roku podjął studia magisterskie uzupełniające na kierunku pedagogika promocji zdrowia na Olsztyńskiej Szkole Wyższej im. Józefa Rusieckiego (ukończone w 2012). Został także absolwentem studiów MBA w Collegium Humanum – Szkole Głównej Menedżerskiej w Warszawie.
W wyborach samorządowych w 2010 uzyskał mandat radnego Rady Miasta Olsztyna z listy Platformy Obywatelskiej, zaś w wyborach parlamentarnych w 2011 został posłem na Sejm z listy tej samej partii. W wyborach do Parlamentu Europejskiego w 2014 startował z listy PO w okręgu nr 3 (województwa podlaskie i warmińsko-mazurskie) i nie uzyskał mandatu posła, zdobywając 23 919 głosów. W 2015 wszedł w skład honorowego komitetu poparcia Bronisława Komorowskiego przed wyborami prezydenckimi.
16 lutego 2015 został wybrany na nowego prezesa Polskiego Związku Piłki Siatkowej. Pełnił tę funkcję do 7 czerwca 2016, kiedy to nie ubiegał się o ponowny wybór.
W wyborach w 2015 został ponownie wybrany do Sejmu, otrzymując 17 376 głosów. W Sejmie VIII kadencji został członkiem Komisji Kultury Fizycznej, Sportu i Turystyki. W wyborach w 2019 i 2023 z powodzeniem ubiegał się o poselską reelekcję, kandydując z ramienia Koalicji Obywatelskiej i otrzymując odpowiednio 19 415 głosów oraz 27 023 głosy.

## Wyniki w wyborach ogólnopolskich
| Wybory | Komitet wyborczy                   | Komitet wyborczy      | Organ             | Okręg            | Wynik          |
| ------ | ---------------------------------- | --------------------- | ----------------- | ---------------- | -------------- |
| 2011   |                                    | Platforma Obywatelska | Sejm VII kadencji | nr 35            | 10 132 (3,90%) |
| 2014   | Parlament Europejski VIII kadencji | Platforma Obywatelska | nr 3              | 23 919 (6,05%)   |                |
| 2015   | Sejm VIII kadencji                 | Platforma Obywatelska | nr 35             | 17 376 (6,53%)   |                |
| 2019   |                                    | Koalicja Obywatelska  | nr 35             | Sejm IX kadencji | 19 415 (5,85%) |
| 2023   | Sejm X kadencji                    | Koalicja Obywatelska  | nr 35             | 27 023 (6,91%)   |                |

## Osiągnięcia sportowe
Juniorskie
- Mistrz Polski juniorów młodszych z MKS MDK Warszawa (1994)
- Mistrz Polski juniorów z MKS MDK Warszawa (1996)
- Mistrz Europy juniorów (1996)
- Mistrz świata juniorów (1997)

Klubowe krajowe
- Mistrz Polski z Mostostalem Kędzierzyn-Koźle (1998, 2000, 2001, 2002 i 2003)
- Wicemistrz Polski z Mostostalem Kędzierzyn-Koźle (1997 i 1999)
- Wicemistrz Polski z PZU AZS Olsztyn (2004 i 2005)
- Wicemistrz Polski z Asseco Resovią Rzeszów (2009)
- Trzecie miejsce w Mistrzostwach Polski z PZU AZS Olsztyn (2006 i 2007)
- Trzecie miejsce w Mistrzostwach Polski z Asseco Resovią Rzeszów (2010)
- Puchar Polski z Mostostalem Kędzierzyn-Koźle (2000, 2001 i 2002)
- Drugie miejsce w Pucharze Polski z Asseco Resovią Rzeszów (2010)

Klubowe międzynarodowe
- 3. miejsca w Final Four Pucharu CEV z Mostostalem Kędzierzyn-Koźle (2000)
- 3. miejsce w Final Four Ligi Mistrzów z Mostostalem Kędzierzyn-Koźle (2003)
- 4. miejsce w Final Four Ligi Mistrzów z Mostostalem Kędzierzyn-Koźle (2002)
- 4. miejsce w Final Four Pucharu Challenge z Asseco Resovią Rzeszów (2008)